# Eurocopter EC 145

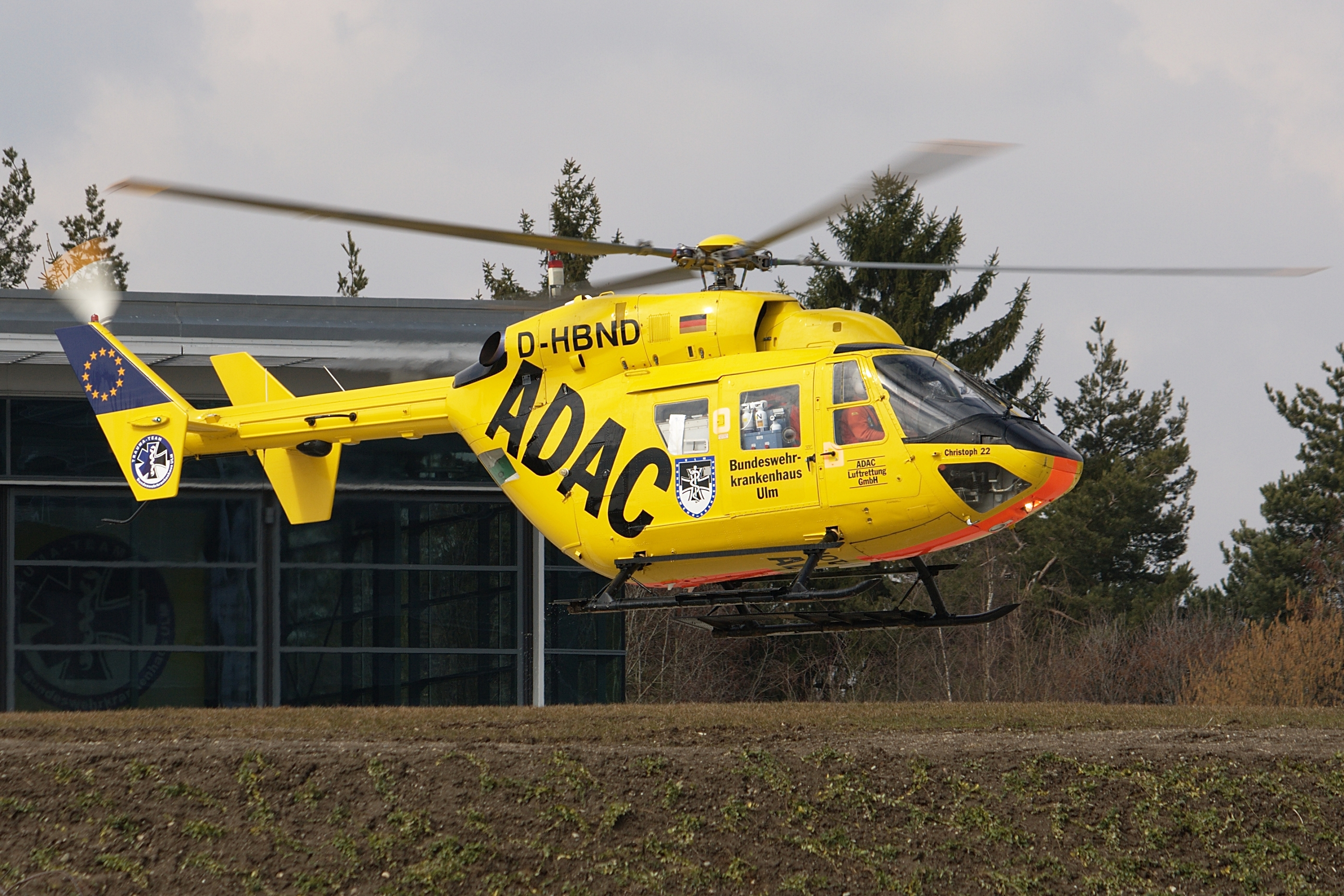
BK 117, předcházející model

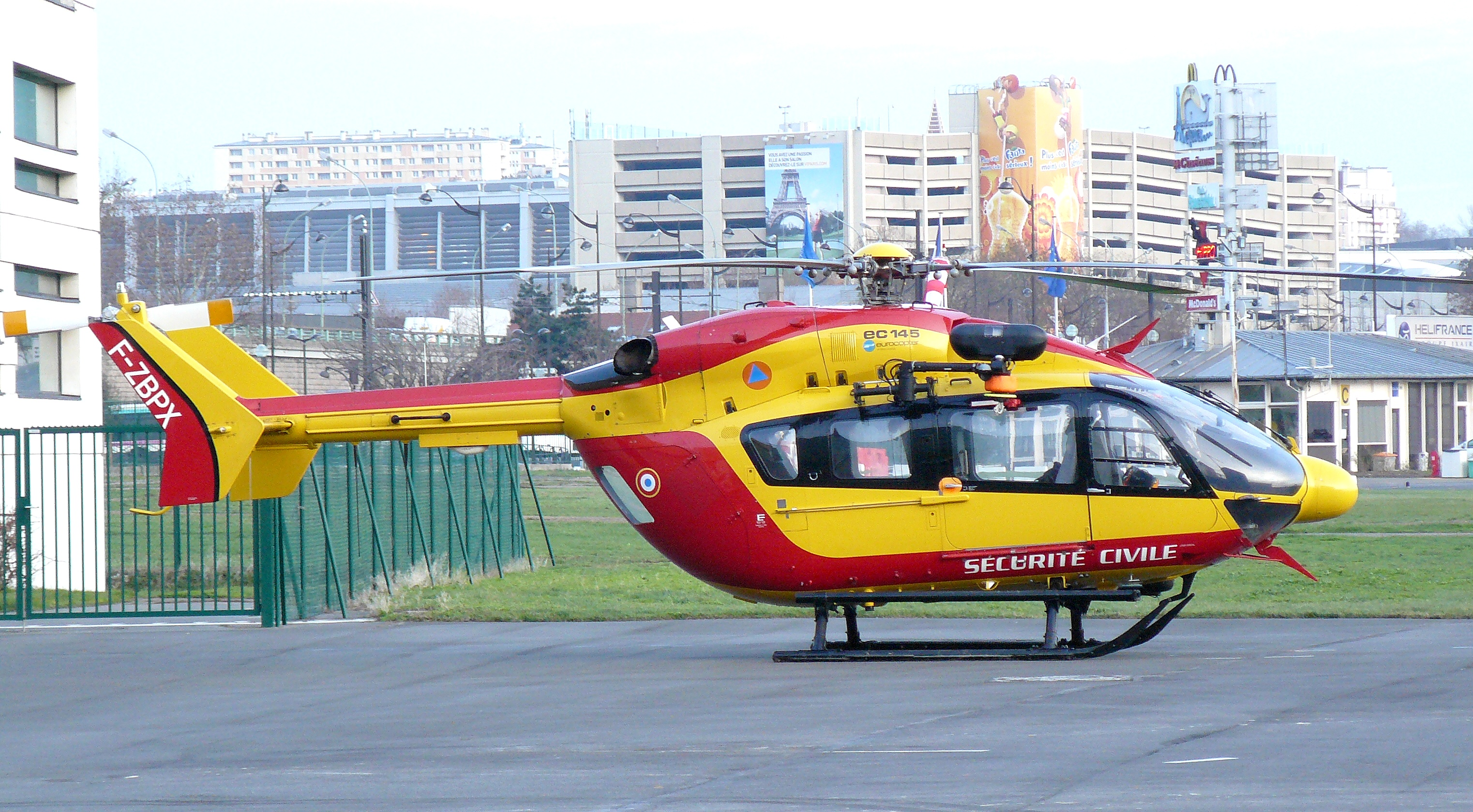
EC 145 Sécurité Civile

Airbus Helicopters H145, dříve Eurocopter EC 145 je dvoumotorový víceúčelový vrtulník střední váhové kategorie, který vyrábí od roku 2002 společnost Airbus Helicopters (dříve Eurocopter). Původní označení vrtulníku bylo BK 117 C2, protože EC 145 je přímým nástupcem a vývojovým pokračovatelem úspěšného modelu MBB/Kawasaki BK 117. Původním výrobcem byla společnost Messerschmitt-Bölkow-Blohm, která se stala později součástí společnosti DaimlerChrysler Aerospace AG a v současnosti je součástí skupiny Eurocopter Group. Nový název EC 145 byl zaveden po změně výrobce. Dvoumotorový model EC 145 může přepravovat až devět pasažérů a dva členy posádky, záleží na konfiguraci a účelu vrtulníku. Vrtulník může být používán jako dopravní prostředek pro osobní dopravu i VIP lety, pro potřeby letecké záchranné služby, služby SAR – pátrání a záchrana a jiné účely.

## Vývoj
EC 145 je vrtulník, na jehož vývoji spolupracují společnosti Eurocopter a Kawasaki. Cílem vývoje bylo vyrobit vrtulník střední váhové kategorie, který vychází z původního modelu BK 117 C1, ale má zvýšenou maximální vzletovou hmotnost a především modernější přístroje z lehkého modelu Eurocopter EC 135. Prvních 32 modelů pod označením BK 117 C2 bylo objednáno v prosinci 1997 Francouzskou obrannou a civilní gardou pro potřeby letecké záchranné služby, cena zakázky činila 1 mld. francouzských franků. První prototyp BK 117 C2 vzlétnul 12. června 1999 z Donauwörthu, druhý prototyp byl postaven v japonském výrobním závodě Kawasaki v Gifu.
Třetí prototyp vrtulníku se objevil v dubnu 2000. Osvědčení o bezpečnosti bylo v Německu a Japonsku uděleno v prosinci 2000. Veřejně byl model poprvé představen na Paris Air Show v roce 2001. Certifikace v USA bylo dosaženo v únoru 2002 a ve stejném roce byl vrtulník představen také na veletrhu Heli-Expo v Orlandu na Floridě.
Další variantou vrtulníku je EC 145 T2, jež byla představena v roce 2011 Má moderní avioniku, inovovaný design a uzavřený ocasní rotor. Fenestron se objevil již na menším modelu EC 135 a je typickým znakem společnosti Eurocopter. Nový model je poháněn dvěma turbohřídelovými motory Turbomeca Arriel 2E.
Nejnovější variantou vrtulníku je H145.

## Konstrukce

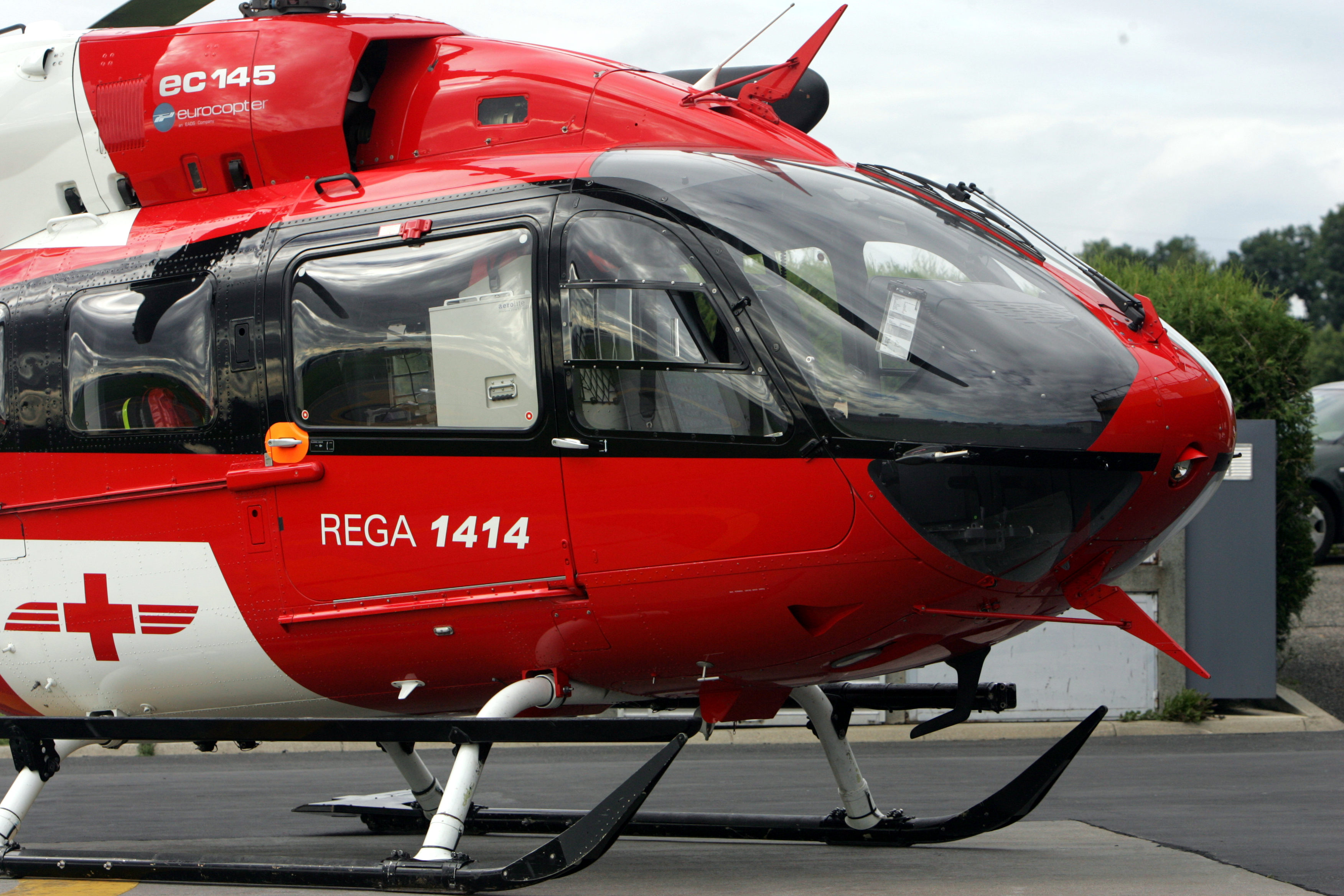
Kokpit EC 145

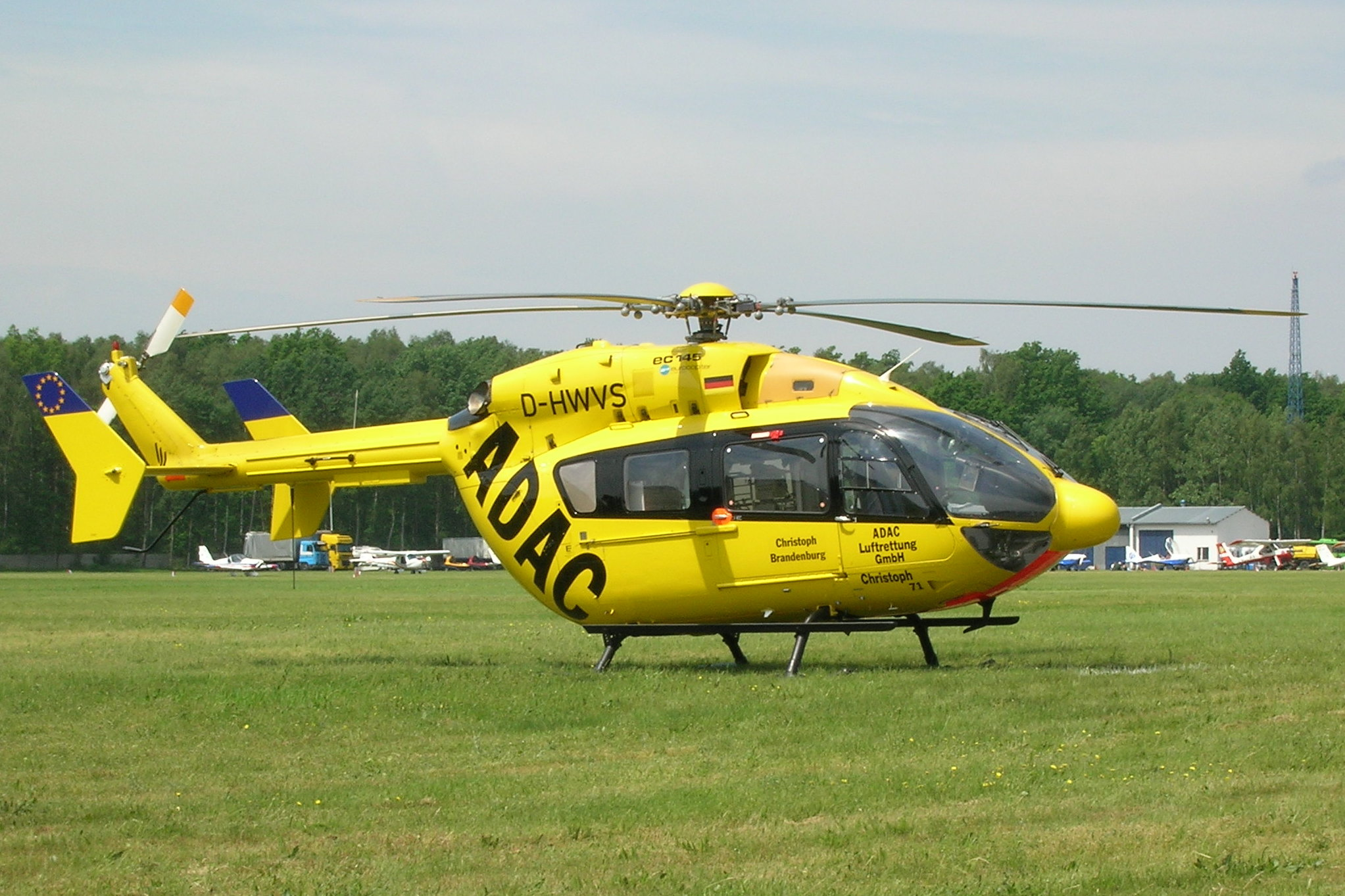
Vrtulník letecké záchranné služby v Německu

EC 145 má oproti předcházejícímu modelu větší kabinu. Vnitřní prostor se prodloužil o 46 cm na délku a zvětšil o 13 cm na šířku. Objem kabiny se zvětšil o 1 m³ na celkových 6,0 m³. Rovněž se zvýšila maximální vzletová hmotnost, vrtulník má i vyšší dosah a rotor je vyroben z kompozitních materiálů na základě modelu EC 135. Stroje je poháněn dvěma turbohřídelovými motory Turboméca Arriel 1E2. Vrtulník pojme až devět pasažérů, v celém rozsahu má rovnou podlahu a je přístupný z obou bočních stran a ze zadní strany. Kokpit je skleněný, nenajdeme zde žádné analogové přístroje a všechny letové parametry jsou zobrazeny na LCD displejích. Jedinou výjimkou je pětice záložních přístrojů.
Vrtulník pojme až osm členů posádky a dva piloty nebo devět pasažérů při hustém uspořádání sedadel. Ve zdravotnické konfiguraci může transportovat až dva ležící zraněné pacienty a tři členy zdravotnického personálu. Může být vybaven navijákem pro záchranné akce v podvěsu nebo pro jeřábování, reflektorem pro pátrání po osobách a jinými záchrannými prostředky.

## Historie
První vrtulníky byly dodány zákazníkům do Německa a Francie pro policejní účely v dubnu 2002. K první havárii vrtulníku EC 145 došlo při záchranné akci na hoře Arbizon ve francouzských Pyrenejích 20. července 2003. K další nehodě došlo 5. června 2006 v Garvarnie taktéž v Pyrenejích při policejním cvičení. Při nehodě zemřely tři osoby.
V roce 2006 byla představena vojenská verze s označením UH-145, která byla určena pro americké letectvo. Při výběrovém řízení porazila společnost Eurocopter jiné tři výrobce vrtulníků. Zakázka zahrnuje dodávku celkem 345 vrtulníků v hodnotě asi 3 mld. dolarů. Vrtulníky byly ve Spojených státech přeznačeny jako UH-72 Lakota. První kus, UH-72A, byl dodán v prosinci 2006.

## Varianty
- EC 145
- EC 145 T2 (BK 117 D-2)

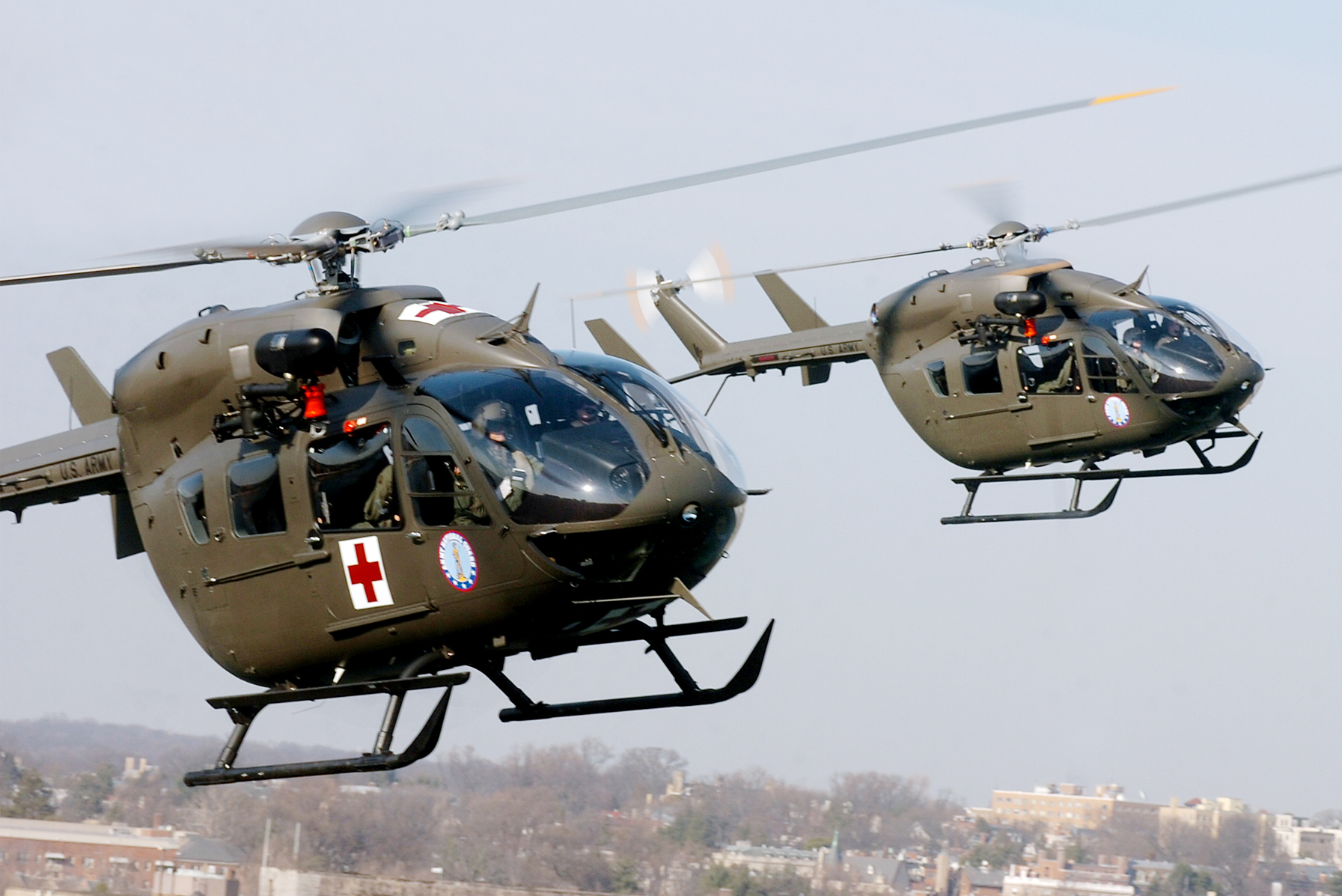
Armádní verze UH-72 Lakota

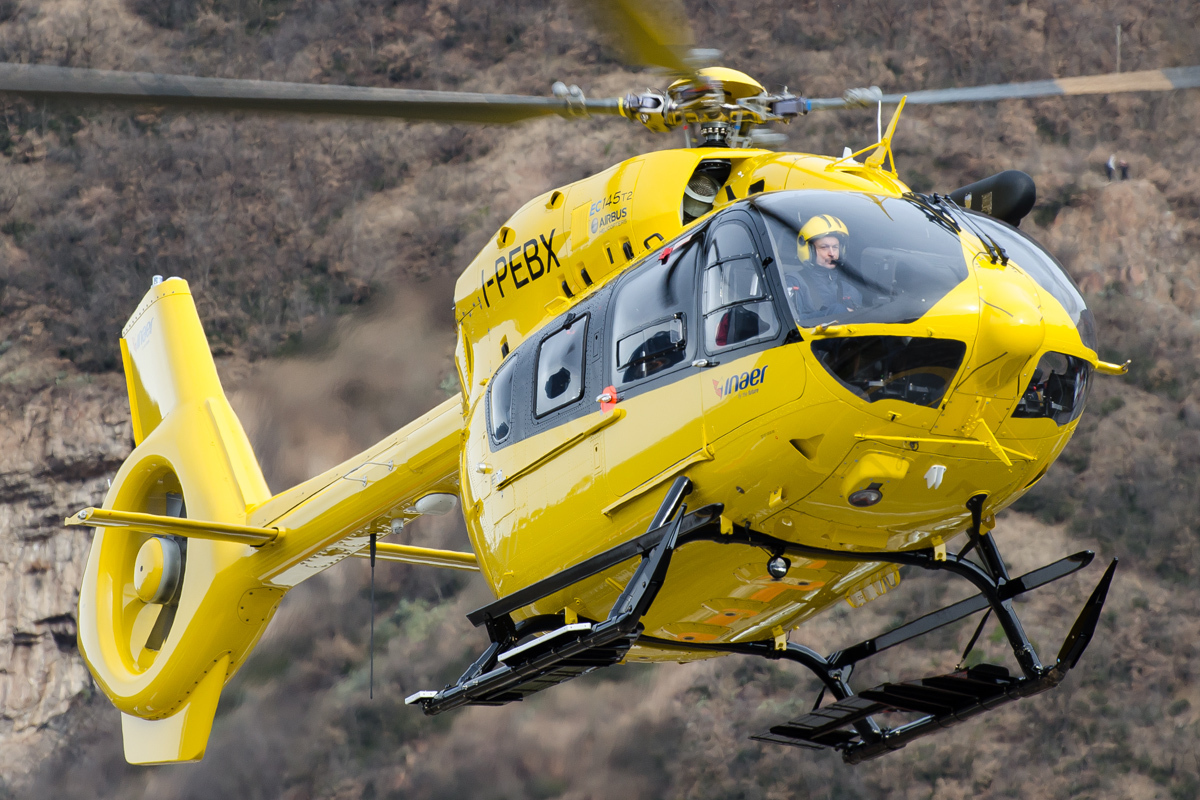
EC 145 T2 společnosti Inaer

- H145: Modernizovaná verze EC145 T2.
- H145M: Militarizovaná verze H145.

- UH-72 Lakota: Lehká varianta pro americké letectvo.

## Uživatelé
Albánie
- Albánské vzdušné síly – 3 H145M

 Bolívie
- Bolivijské letectvo – 2 H145

 Ekvádor
- Ekvádorské letectvo – celkem objednáno 6 strojů, v dubnu 2021 se již 3 kusy nacházely ve službě [3]

 Německo
- Heeresfliegertruppe – 15 H145M LUH SOF
- Luftwaffe - 7 vrtulníků objednáno

 Kazachstán
- Kazašské letectvo – v roce 2020 kazašské MO objednalo 45 vrtulníků[4]

 Lucembursko
- Lucemburské letectvo – 1 H145M již ve službě, druhý objednán

 Maďarsko
- Maďarské letectvo – 20 H145M[5]

 Srbsko
- Srbské letectvo a protivzdušná obrana – 4 H145M

 Thajsko
- Královská thajská armáda
- Thajské královské letectvo
- Thajské královské námořnictvo

 Spojené království
- Royal Air Force

 USA
- Letectvo Spojených států amerických – viz UH-72

 Ukrajina
- 10 kusů je ve službě Ukrajinské policie. Ukrajinské ministerstvo vnitřních záležitostí plánuje objednat celkově dalších 55 helikoptér.

## Potenciální uživatelé
Belgie
- Belgické letectvo – Belgie hledá náhradu za stávající vrtulníky A109 a NH90 a jedním z možných kandidátů je právě H145M[6]

## Specifikace

### Technické údaje
- Posádka: 1 nebo 2 piloti, až 9 pasažérů
- Délka: 13,03 m
- Průměr nosného rotoru: 11,0 m
- Výška: 3,45 m
- Prázdná hmotnost: 1792 kg
- Maximální vzletová hmotnost: 3585 kg
- Pohonná jednotka: 2× Turbomeca Arriel 1E2
- Výkon pohonných jednotek: 550 kW

### Výkony
- Maximální rychlost: 145 KIAS (268 km/h)
- Dolet: 680 km
- Dostup: 5240 m
- Stoupavost: 8,1 m/s